# Akuma no Uta
Akuma no Uta è un album in studio del gruppo musicale giapponese Boris, pubblicato nel 2003.

## Tracce
1. Intro (イントロ) – 9:39
2. Distortion (Ibitsu) – 3:34
3. Free (フリー) – 3:19
4. Without Song (無き曲) – 12:10
5. The Sound Level of that Woman (あの女の音量) – 6:27
6. Song of the Devil (あくまのうた) – 3:59

## Formazione

### Gruppo
- Takeshi – voce, basso, chitarra
- Wata – chitarra, voce
- Atsuo – batteria, voce